# اما پیترز (خواننده فرانسوی)
اما پیترز متولد لیل در هاوتز دو فرانس، خواننده، ترانه‌سرا و موسیقیدان فرانسوی است.
اما با کاورهایی که از اتاق خوابش در یوتیوب فیلم‌برداری شده‌است پست می‌کرد، به شهرت رسید، عناوین بیشتر هیپ هاپ که با صدای گیتار (لومپال، لویدجی و غیره) موسیقی می‌ساخت. کاورهای او میلیون‌ها استریم (بازدید) را جمع‌آوری کرده‌است که از جمله شناخته‌شده‌ترین آنهاست: Gisèle, Clandestina, Femme Like U، Magnolias for Ever , . . .
اما پیترز می‌نویسد و آهنگسازی می‌کند و اولین آلبوم او با نام یکشنبه در 25 mars 2022 منتشر شد. از ۱۴ titres , , تشکیل شده‌است.

## زندگی‌نامه

### جوانان
اما پیترز در ۲۵ نوامبر ۱۹۹۶ در لیل در خانواده ای از شمال فرانسه به دنیا آمد. او بسیار به خانواده‌اش وابسته است که روی جلد آلبوم او Dimanche دیده می‌شود.

### اولین قدم‌ها در موسیقی

#### کاور در یوتیوب و ریمیکس
اولین کار اما پیترز در یوتیوب با انتشار کاور او از یک دنیای بزرگ بزرگ در 15 mai 2015 با خواهرش ماری لو پیترز بود. دو سال بعد، این هنرمند جلد خود از Clandestina de Lartiste را با چند صد هزار بازدید در یوتیوب منتشر کرد. این آهنگ که در سال ۲۰۱۹ توسط دو تهیه‌کننده روسی، FILV و Edmofo ریمیکس شد، اکنون بیش از ۱۰۰ millions بازدید کننده دارد. این آهنگ به ۱۴ ۱۴ رسید در Global Shazam و رتبه ۳ در شرق اروپا رتبه ۲۵ در Shazam روسیه و ۱۵ رتبه در Shazam Poland دست یافت.

## دیسکوگرافی

### EP
- ۲۰۲۱: احمق‌ها و غیره (ماکسی وینیل) (برچسب محلی)[۸]

### آلبوم
- ۲۰۲۲: یکشنبه (CD و LP) (برچسب محلی)

## فرق - تمیز - تشخیص
- جوایز موسیقی ۲۰۲۳: نامزدی برای پیروزی زن وحی